# Viereth-Trunstadt
Viereth-Trunstadt är en kommun i Landkreis Bamberg i Regierungsbezirk Oberfranken i förbundslandet Bayern i Tyskland.
Kommunen bildades 1 maj 1978 nar kommunen Trunstadt uppgick i Viereth. Namnet ändrades 1 juli 1980 till det nuvarande Viereth-Trunstadt.